# Slávka Budínová
Slávka Budínová (ur. 21 kwietnia 1924 w Herzmanicach, zm. 31 lipca 2002 w Pradze) – czeska aktorka filmowa, teatralna, telewizyjna i dubbingowa. 

## Wybrane role filmowe
- 1953: Anna proletariuszka (Anna proletářka) – Vrbová
- 1961: Teresa prowadzi śledztwo (Tereza) – Kynclová
- 1963: Śmierć Tarzana (Tarzanova smrt) – dyrektorka cyrku
- 1967: Kobiety nie bij nawet kwiatem (Ženu ani květinou neuhodíš) – Zdena Podzimková
- 1970: Przypadek dla początkującego kata (Případ pro začínajícího kata) – Seidová
- 1970–1971: Pan Tau – pani Urban (serial telewizyjny)
- 1973: Ktoś czyha na moje życie (Pokus o vraždu) – Milena
- 1973: Kronika gorącego lata (Kronika žhavého léta) – Rosmusová
- 1974: Noc na Karlštejně (Noc na Karlštejně) – pani Ofka
- 1975: Mój brat ma fajnego brata (Můj brácha má prima bráchu) – Pavelková
- 1976: Lato z kowbojem (Léto s kovbojem) – matka Honzy
- 1977: Jutro wstanę rano i oparzę się herbatą (Zítra vstanu a opařím se čajem) – pani Kroupová
- 1977: Honza małym królem (Honza málem králem) – żona rolnika
- 1977: Kobieta za ladą (Žena za pultem) – Vilímková (serial telewizyjny)
- 1982: Właściwie jesteśmy normalni (V podstatě jsme normální) – dozorczyni Preichingerová
- 1996: Kola (Kolja) – Buštíková

## Źródła
- Slávka Budínová w bazie IMDb (ang.)
- Slávka Budínová w bazie Filmweb
- Slávka Budínová w bazie Kinobox.cz (cz.)
- Slávka Budínová. w bazie ČSFD.cz. (cz.).
- Slávka Budínová. w bazie FDb.cz. (cz.).